# Hans Joachim Schwagerl
Hans Joachim Schwagerl (* 17. Oktober 1926 in Guben, Niederlausitz; † 2006) war ein deutscher Jurist und Ministerialrat a. D.

## Leben
Hans Joachim Schwagerl studierte von 1949 bis 1953 Rechts- und Staatswissenschaften an den Universitäten Göttingen und Bonn und promovierte 1956 über Das Alibi in der Kriminalwissenschaft und im Strafprozeß. Er war fünf Jahre beim Verfassungsschutz in Köln. In den 1970er Jahren war er Regierungsdirektor im hessischen Innenministerium und betrieb als Leiter des bundesweit einmaligen Referats „Positiver Verfassungsschutz“ Öffentlichkeitsarbeit für den Inlandsgeheimdienst. Der umstrittene Beamte kritisierte den Radikalenerlass mit den Worten: „Mit den Mitteln der Angst sind keine Demokraten zu erziehen“. In einem Aufsatz für die Wochenzeitung Zeit forderte Schwagerl eine öffentliche Auseinandersetzung um die Tätigkeit des Verfassungsschutzes. Die Öffentlichkeit habe „einen Anspruch darauf, zu erfahren, wie diejenigen denken und handeln, die gerade zum Schutz dieser Verfassung berufen sind“. Er war Mitinitiator der „Bund-Länder-Konzeption Verfassungsschutz durch Aufklärung“.
Als Schwagerl 1975 als erster Verfassungsschützer an einer westdeutschen Hochschule am Fachbereich Gesellschaftswissenschaften der Uni Gießen einen Lehrauftrag erhielt, führte dies zu Protesten, linke Studenten blockierten die Veranstaltung. Von 1976 bis 1984 hatte er Lehraufträge an der TH Darmstadt.

## Veröffentlichungen
- Das Alibi in der Kriminalwissenschaft und im Strafprozeß. Diss. Univ. Bonn, o. O. [1956]
- Das Alibi: Ein Beitrag zur Verbrechensaufklärung. Verlag Kriminalistik, Hamburg 1964
- Mit Rolf Walther: Der Schutz der Verfassung. Handbuch für Theorie und Praxis. Heymann, Köln Berlin Bonn München 1968[7]
- Verfassungsschutz in der Bundesrepublik Deutschland. Müller, Juristischer Verlag, Heidelberg 1985, ISBN 3-8114-5785-3
- Rechtsextremes Denken: Merkmale und Methoden. Fischer-Taschenbuch-Verlag, Frankfurt/M. 1993, ISBN 3-596-11465-9